# فيلق كوتوبوكي الجوي في البرية
فيلق كوتوبوكي الجوي في البرية (باليابانية: 荒野のコトブキ飛行隊، بالروماجي: Kōya no Kotobuki Hikōtai) مسلسل أنمي تلفزيوني من إخراج تسوتومو ميزوشيما وتأليف ميتشيكو يوكوتي، ومن إنتاج استوديو غيمبا، عرض في 13 يناير عام 2019 واستمر عرضه حتى 31 مارس عام 2019، وتكون من 12 حلقة.

## القصة
تدور أحداث القصة عن أرض حدودية مهجورة، حيث يقوم الناس في هذه الأرض بتبادل البضائع مع بعضها البعض من أجل البقاء، ويتم حمايتهم
من قبل فيلق من الطيارين يسمى فيلق كوتوبوكي.

## الشخصيات

### فيلق كوتوبوكي
كيلي (باليابانية: キリエ، بالروماجي: Kirie)
أداء صوتي: سايومي سوزوشيرو
إيما (باليابانية: エンマ، بالروماجي: Enma)
أداء صوتي: إيري يوكيمورا
كاتي (باليابانية: ケイト، بالروماجي: Keito)
أداء صوتي: ساياما ناكايا
ريونا (باليابانية: レオナ، بالروماجي: Reona)
أداء صوتي: أسامي سيتو
زارا (باليابانية: ザラ، بالروماجي: Zara)
أداء صوتي: هيبيكو يامامورا
تشيكا (باليابانية: チカ، بالروماجي: Chika)
أداء صوتي: ميو توميتا

### شخصيات أخرى
السيدة لولو (باليابانية: マダム・ルゥルゥ)
أداء صوتي: أكيكو ياجيما
سانيتسو (باليابانية: サネアツ، بالروماجي: Saneatsu)
أداء صوتي: كيجي فوجيوارا
آنا (باليابانية: アンナ، بالروماجي: Anna)
أداء صوتي: ميساكي يوشيوكا
ماريا (باليابانية: マリア، بالروماجي: Maria)
أداء صوتي: ميهو أوكاساكي
أدي (باليابانية: アディ، بالروماجي: Addie)
أداء صوتي: ميوري شيمابوكورو
بيتي (باليابانية: ベティ، بالروماجي: Betti)
أداء صوتي: أوي كوغا
كيندي (باليابانية: シンディ، بالروماجي: Cindi)
أداء صوتي: ناتسومي كاوايدا
ناتسو (باليابانية: ナツオ، بالروماجي: Natsuo)
أداء صوتي: رومي أوكوبو
جوني (باليابانية: ジョニー ، بالروماجي: Joni)
أداء صوتي: يوجي أويدا
ريريكو (باليابانية: リリコ، بالروماجي: Ririko)
أداء صوتي: ناو توياما

## وصلات خارجية
- الموقع الرسمي باللغة اليابانية
- فيلق كوتوبوكي الجوي في البرية على موقع IMDb (الإنجليزية)
- فيلق كوتوبوكي الجوي في البرية على موقع قاعدة بيانات الفيلم (الإنجليزية)
- فيلق كوتوبوكي الجوي في البرية على موقع ANN anime (الإنجليزية)